# 貝爾金 (格勞賓登州)
貝爾金是瑞士的城鎮，位於該國東部阿爾布拉河畔，由格勞賓登州負責管轄，面積145.65平方公里，海拔高度1,367米，2011年人口465，人口密度每平方公里3人。

br>

貝爾金 - Bergün
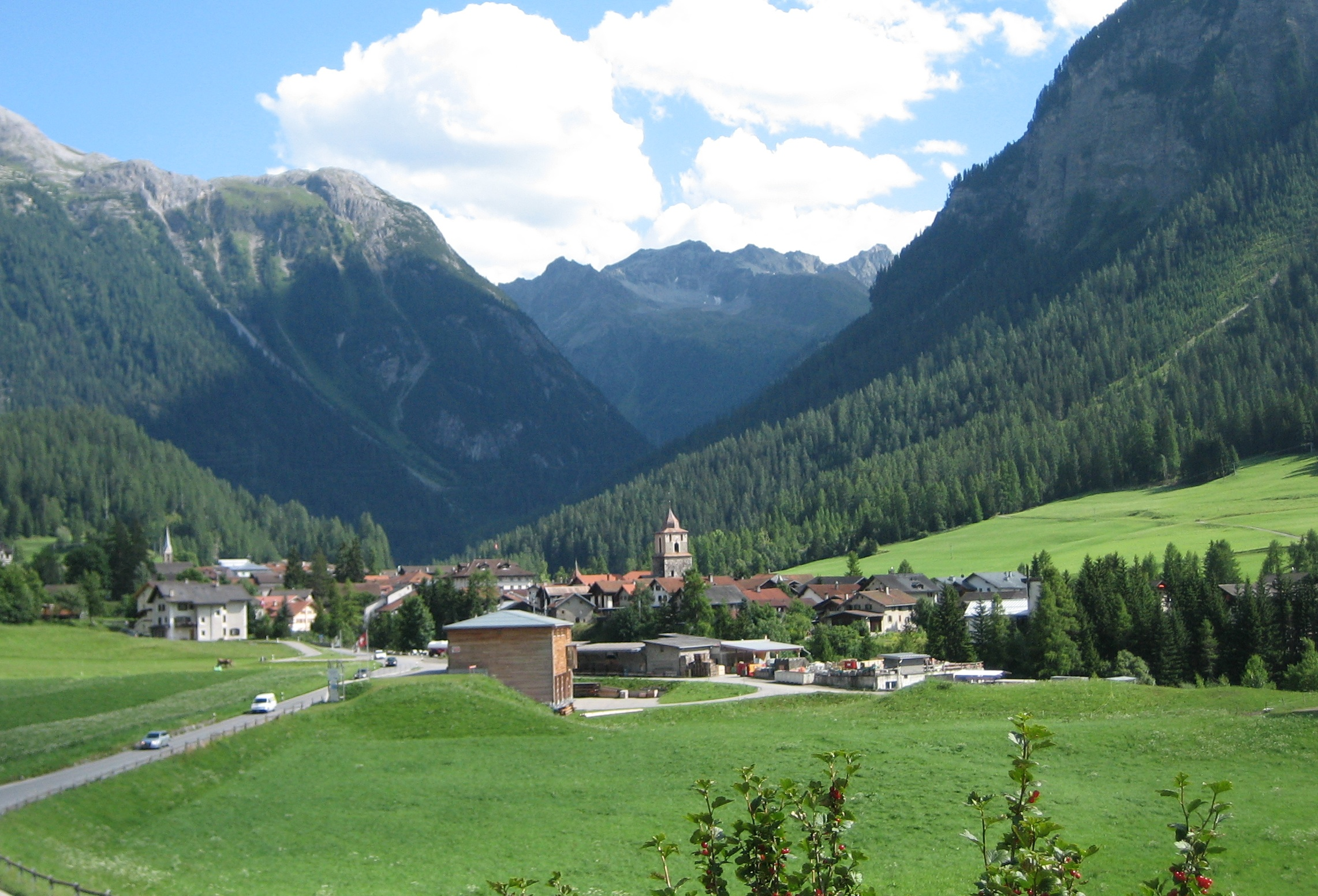
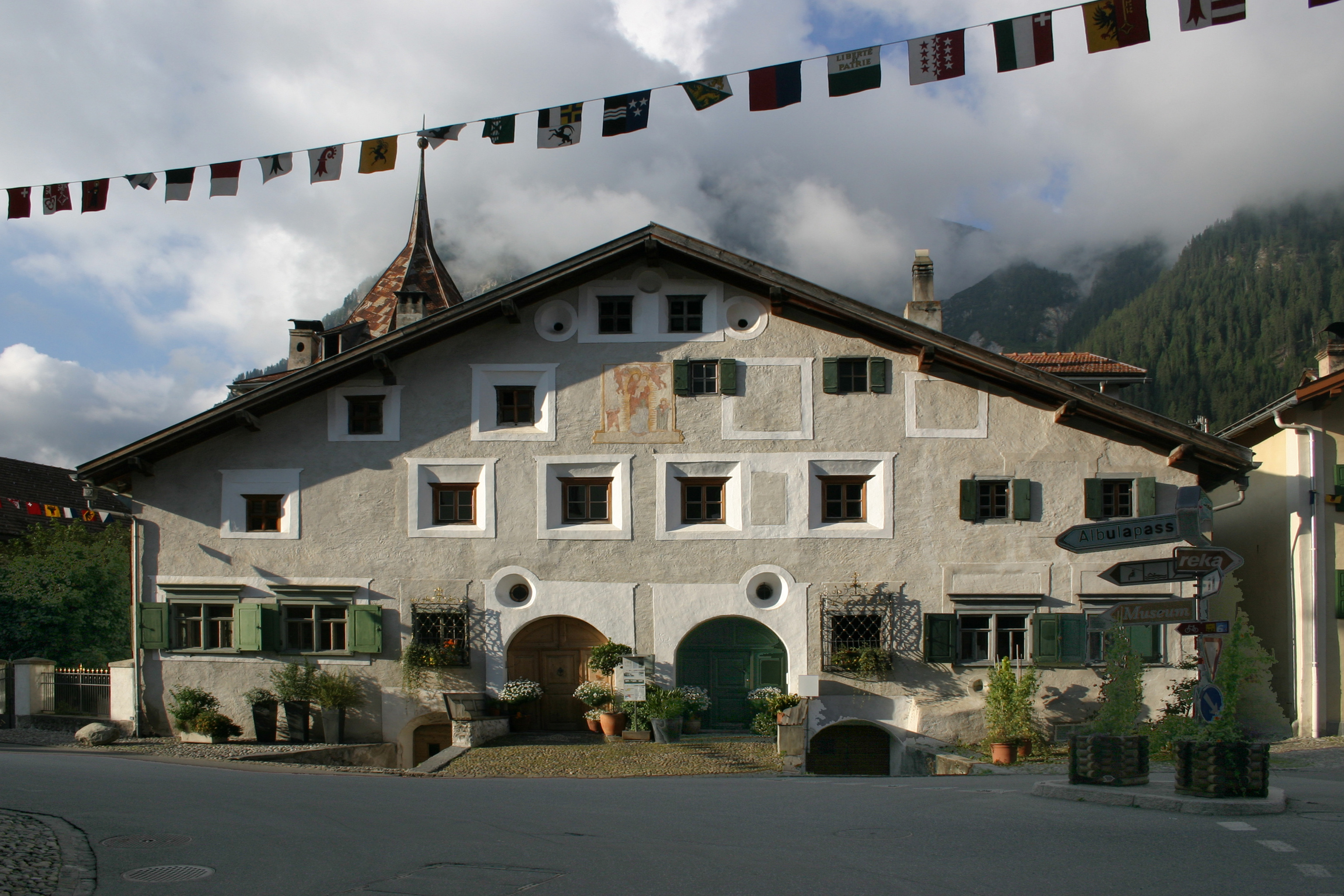
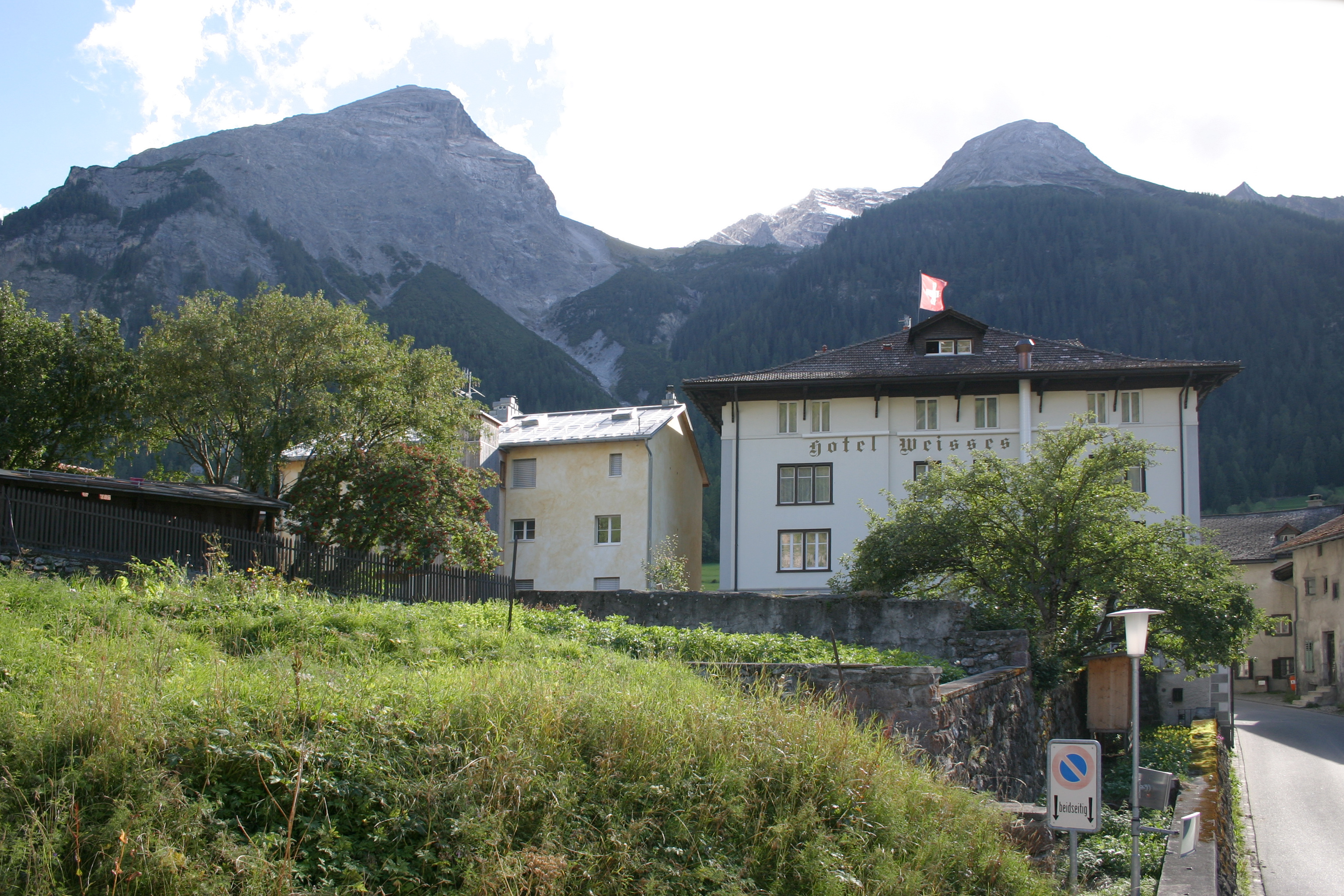
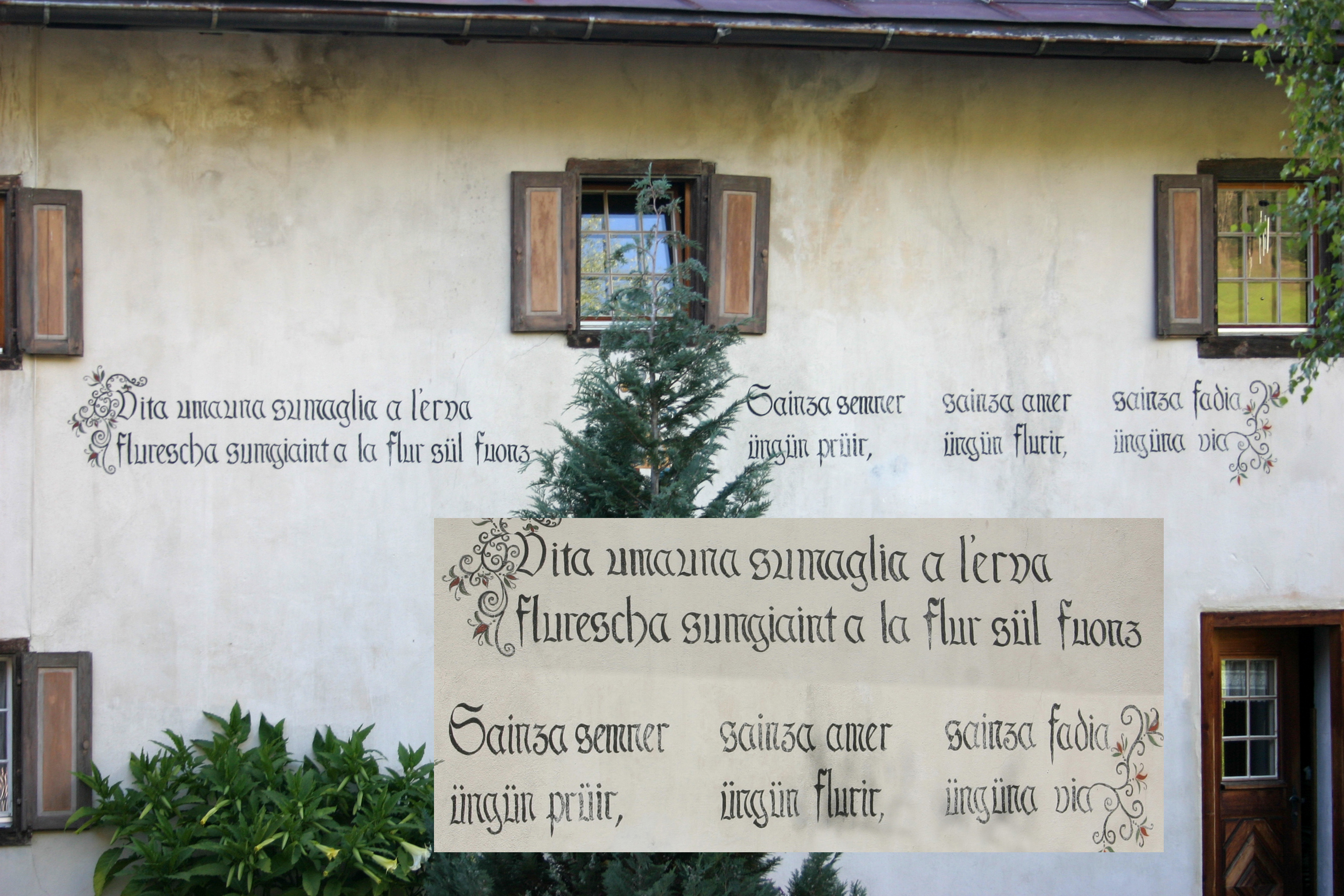
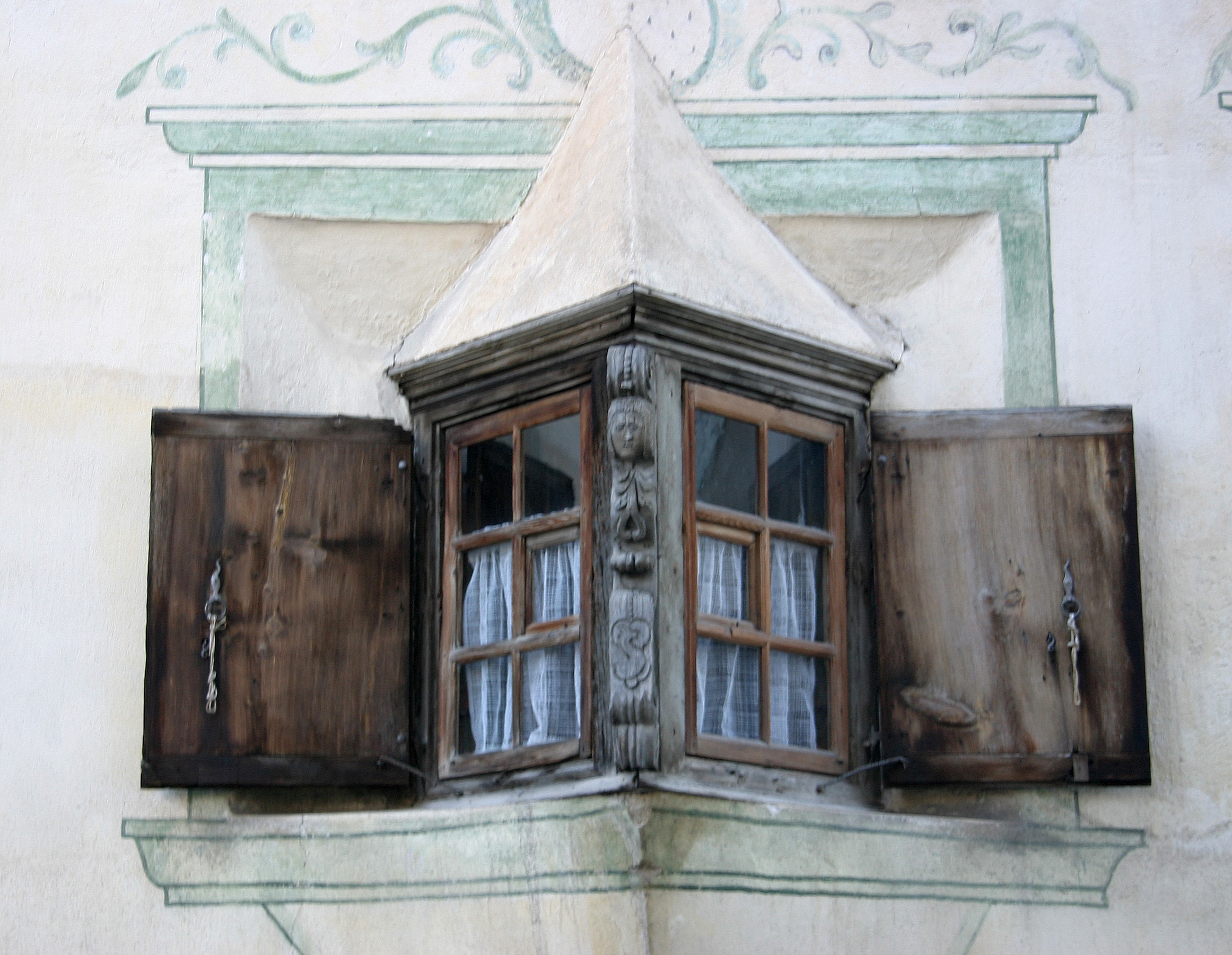
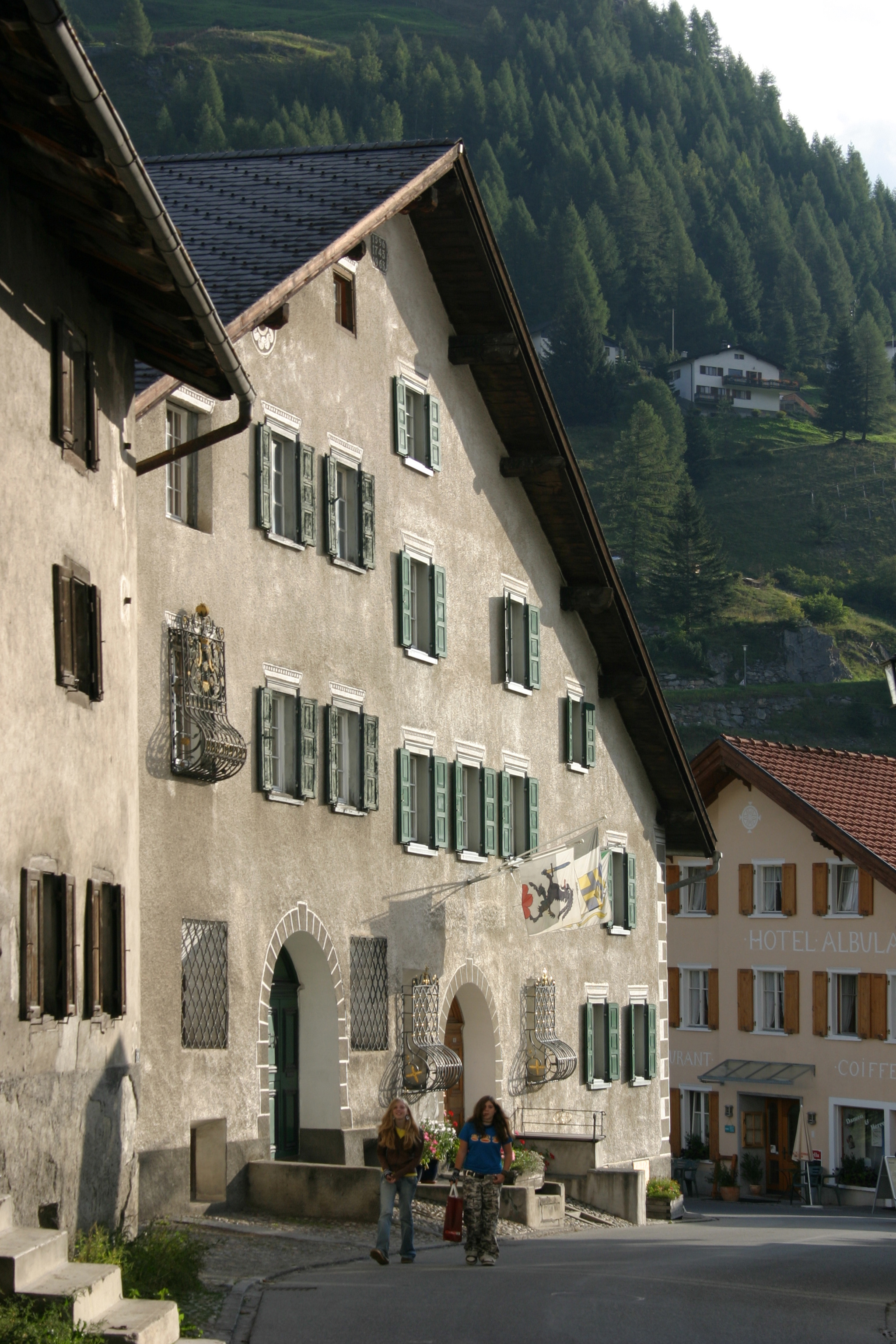
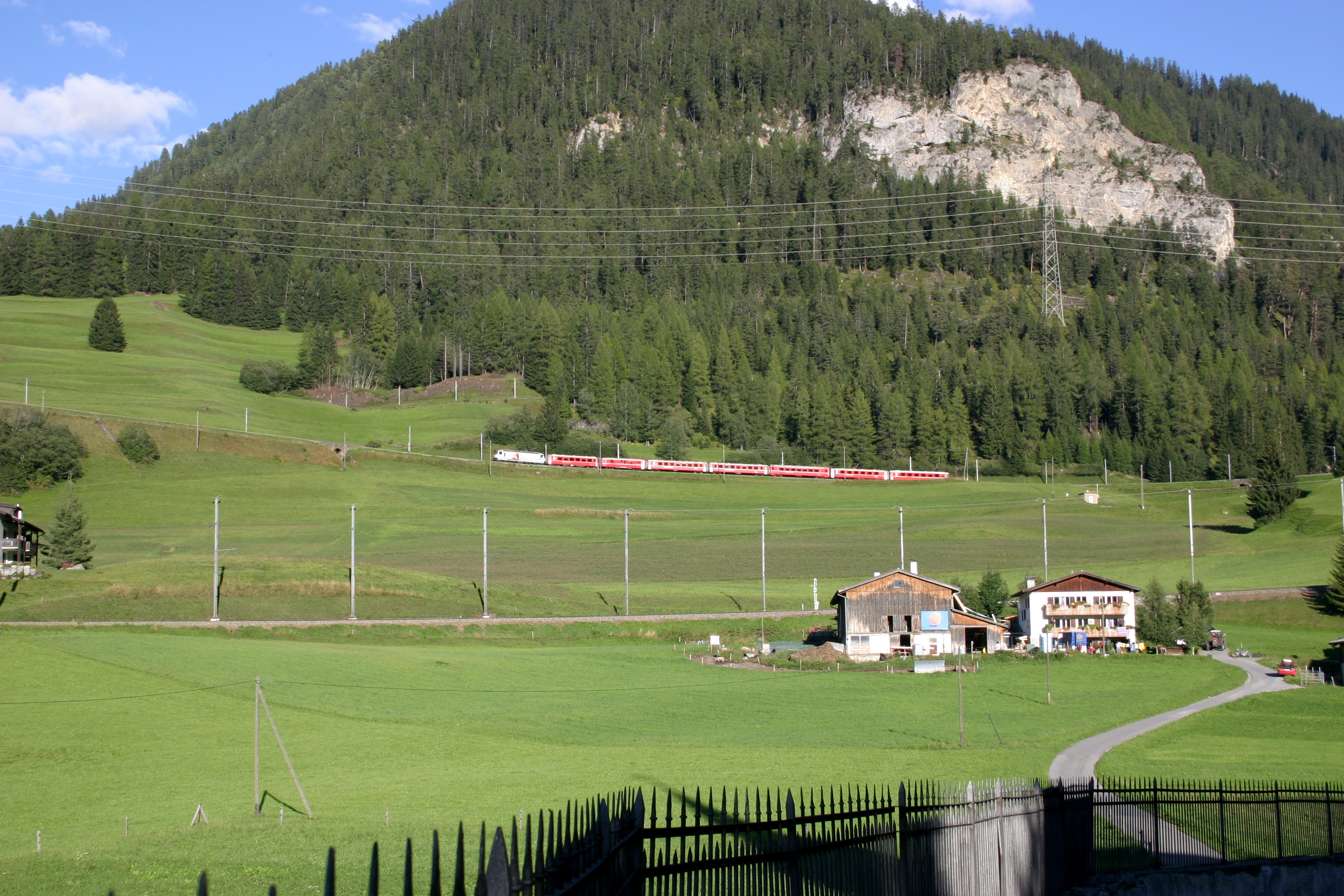
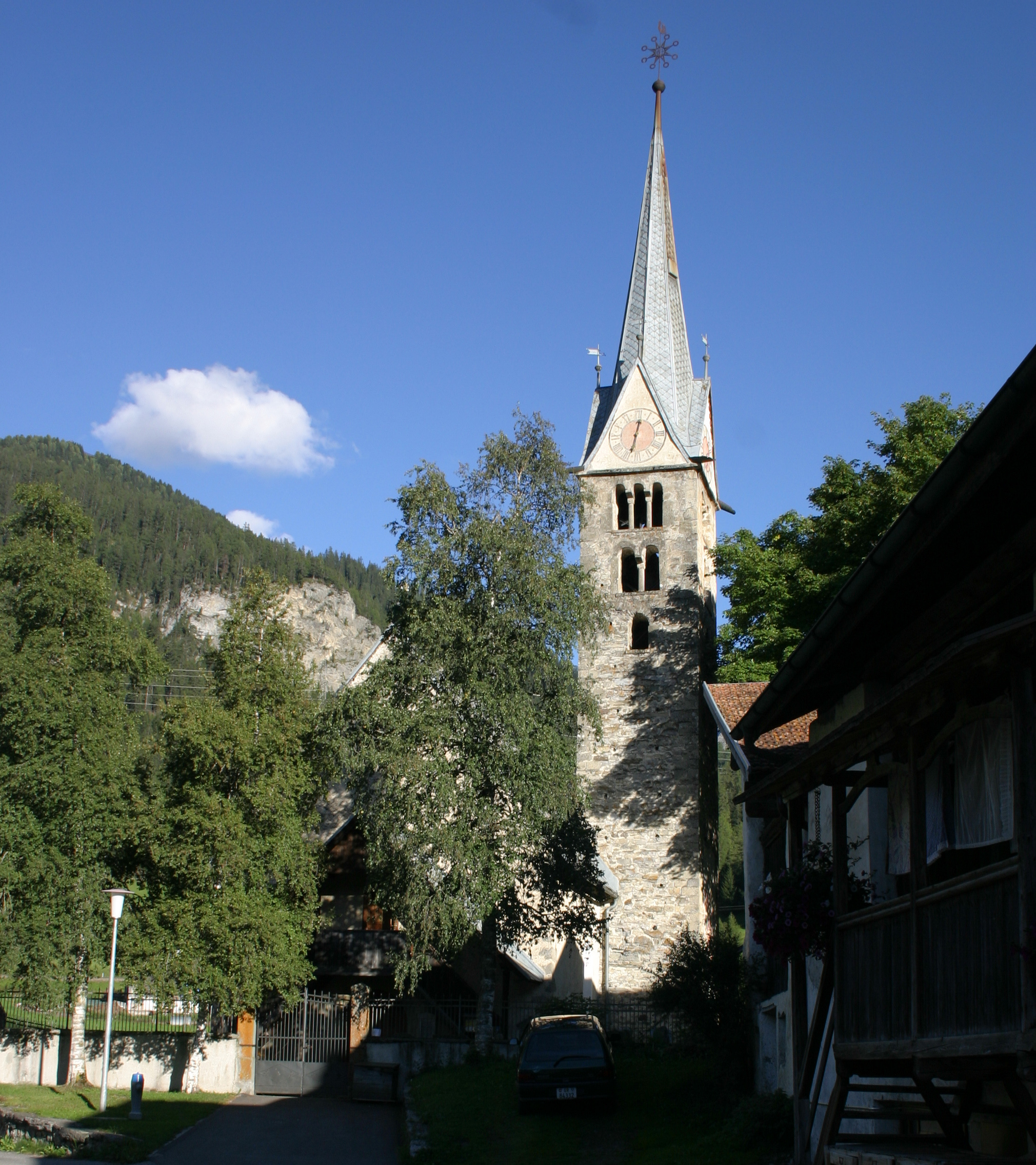
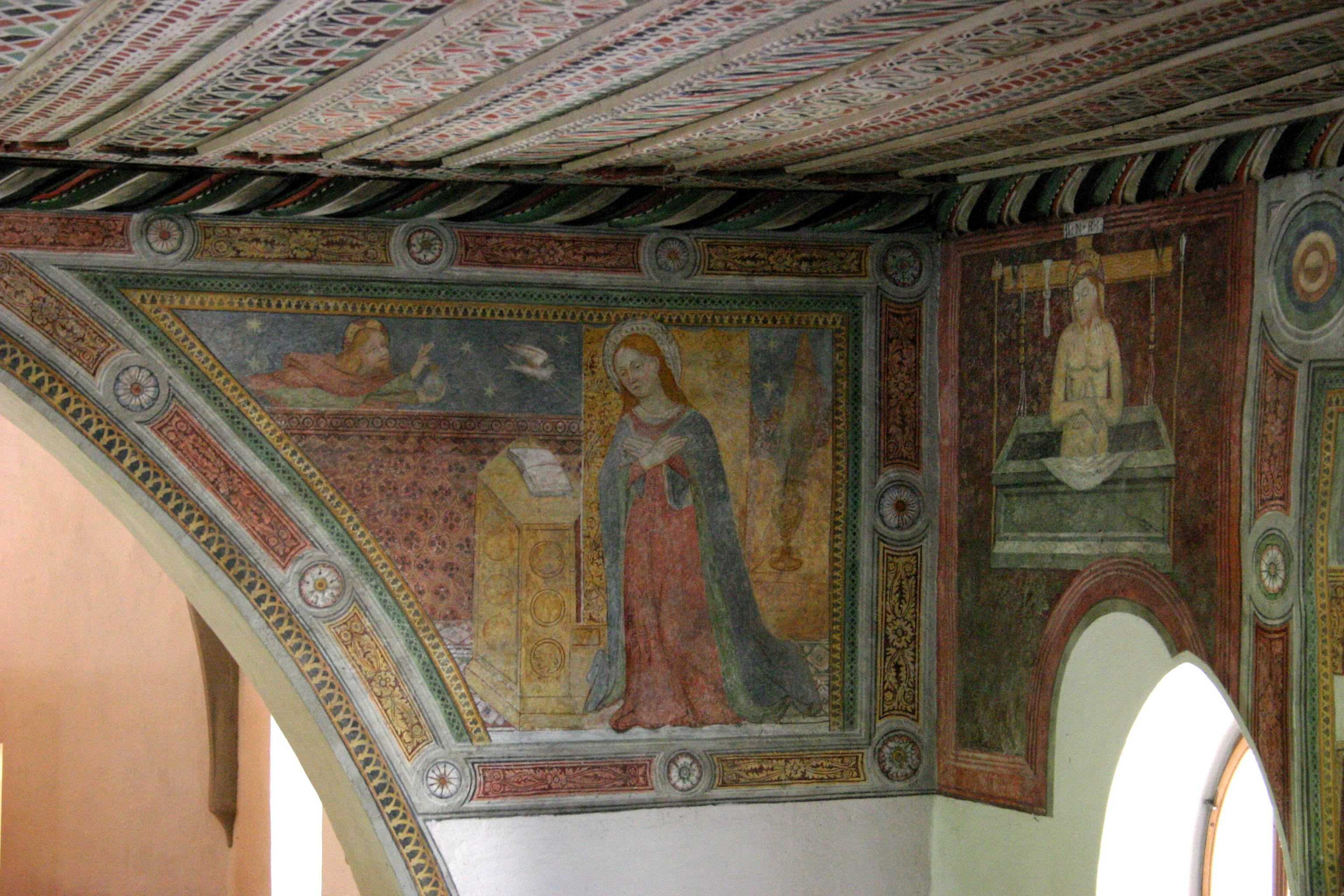
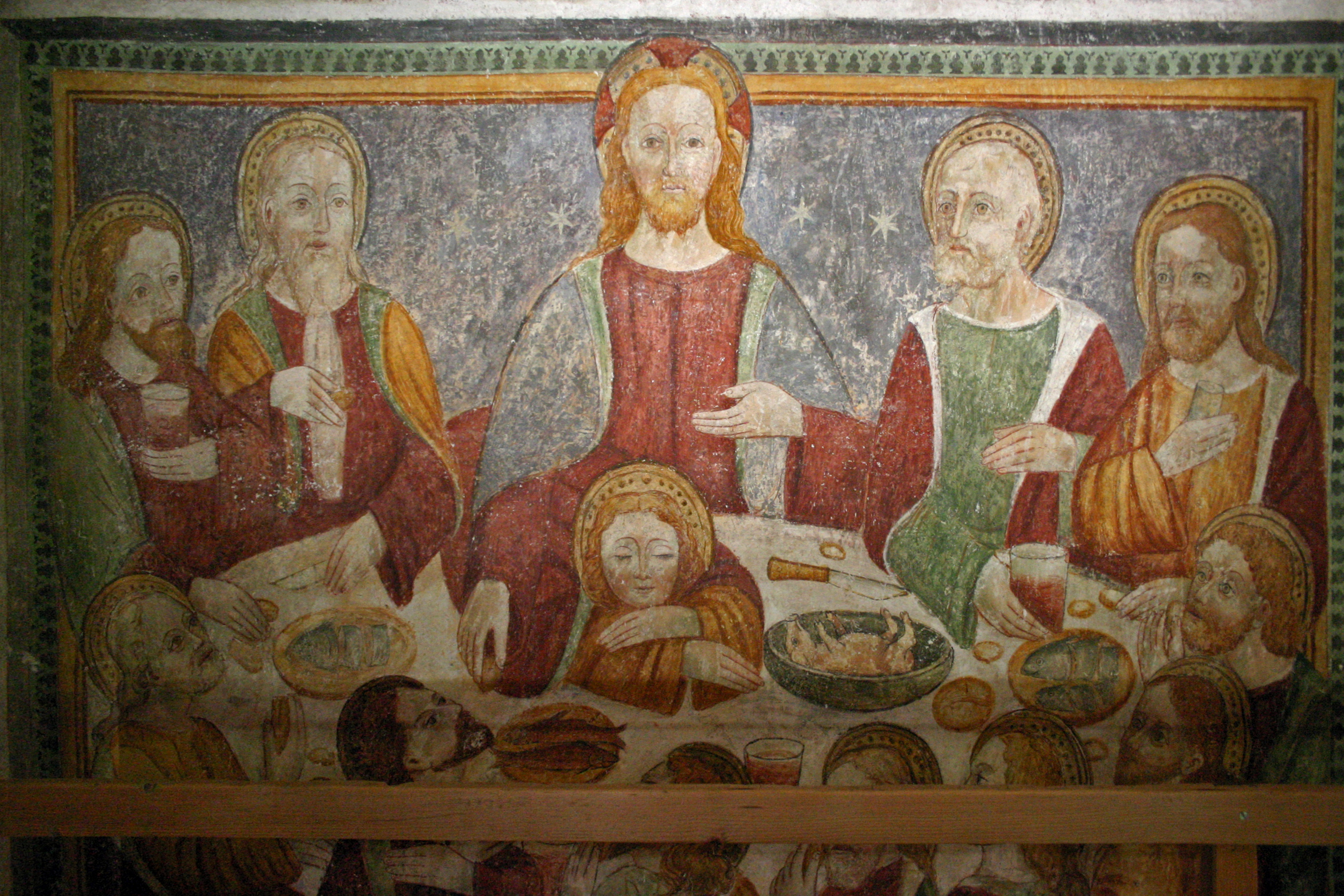